# Galium pastorale
Galium pastorale är en måreväxtart som beskrevs av Franz Xaver Krendl. Galium pastorale ingår i släktet måror, och familjen måreväxter. Inga underarter finns listade i Catalogue of Life.